# 上海市政工程设计研究总院
上海市政工程設計研究總院（集團）有限公司（Shanghai Municipal Engineering Design Institute (Group) Co., Ltd.，SMEDI）简称上海市政设计集团或上海市政設計院、上海市政设计研究院、上海市政工程设计研究院，是中華人民共和國上海市楊浦區的一家城市基礎設施设计咨询公司，成立於1954年。2003年，由事业单位改制为企业。2004年划归上海市国资委。2010年9月，公司成为上海建工集团子公司。

## 历史沿革
1954年，上海市政总院作为部属设计院成立，建院不久就担下了洛阳、包头、大同等工业区市政工程设计任务。2007年该院设计上海长江大桥。2016年8月，市政总院第一家区域公司广东公司成立。
2017年，该院承担设计北横项目结构规划（普陀至杨浦的主干线）。